# Miss Supranational 2014
Miss Supranacional 2014 foi a 6.ª edição do tradicional concurso de beleza feminino intitulado Miss Supranacional. O concurso aconteceu na Polônia, tendo como vencedora a modelo indiana Asha Bhat, coroada por sua antecessora, a filipina Mutya Datul. Candidatas de 71 países participaram da competição, cuja finla foi transmitida pelo canal Polsat e no You Tube.

## Resultados

### Colocações
| Posição                 | País e Candidata |
| Vencedora               | - Índia - Asha Bhat |

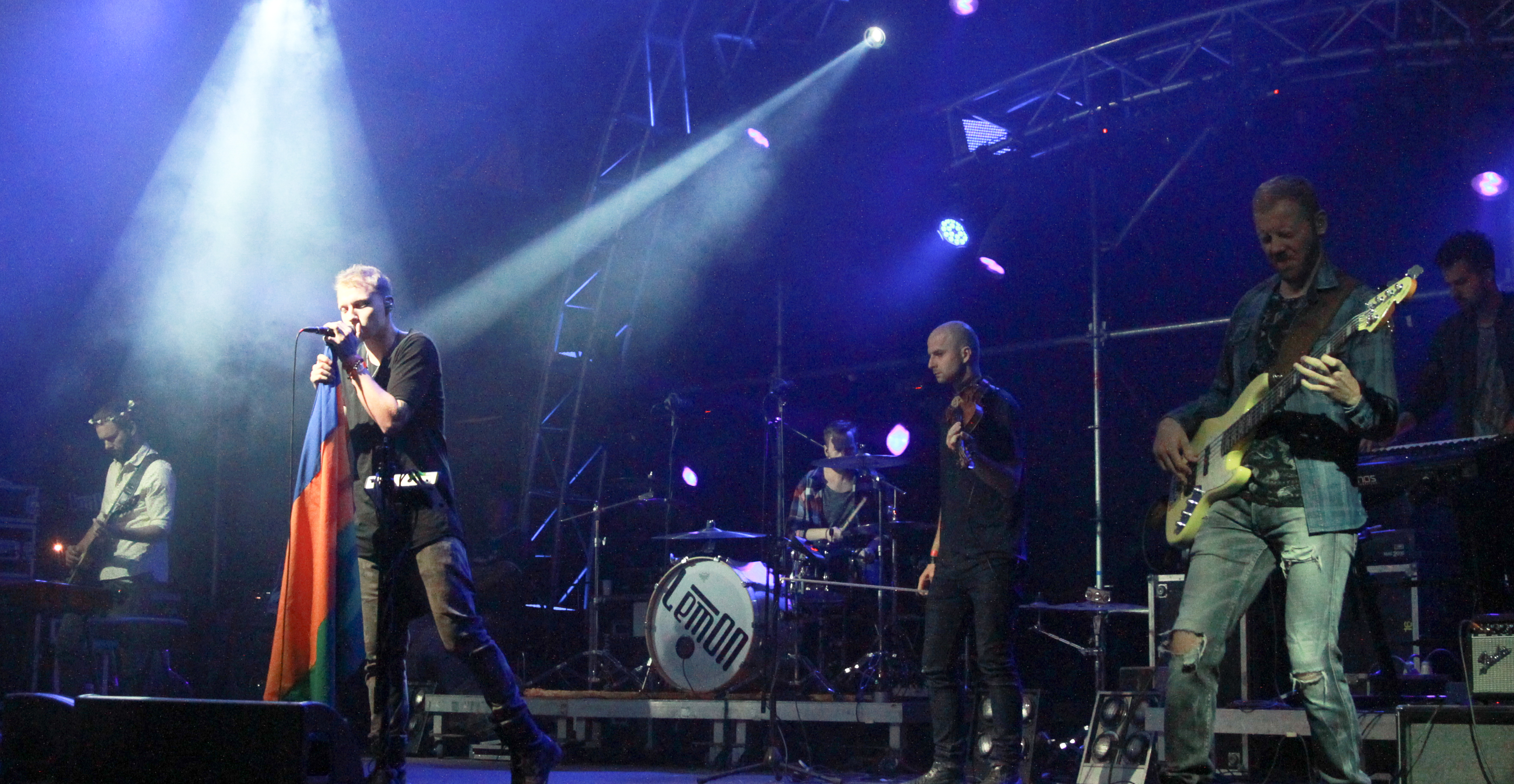
A banda polonesa LemON, que se apresentou no concurso deste ano.

| 2º. Lugar               | - Tailândia - Pla Disdamrong |
| 3º. Lugar               | - Gabão - Maggaly Nguema |
| 4º. Lugar               | - Estados Unidos - Allyn Rose |
| 5º. Lugar               | - Polônia - Katarzyna Krzeszowska |
| (TOP 10) Semifinalistas | - Colômbia - Marlyn Mora - Espanha - Celia Vallespir - Mianmar - Han Thi Soe - Porto Rico - Bárbara Marrero - República Checa - Jana Zapelatová |
| (TOP 20) Semifinalistas | - Argentina - Marisol Arrillaga - Austrália - Yvonne Amores - Bielorrússia - Kristina Martsinkevich - Canadá - Gabriela Clesca - Chile - Charlotte Molina - Filipinas - Yvethe Santiago - Romênia - Elena Zama - Suécia - Ida Ovmar - Suíça - Mylène Clavien - Trindade e Tobago - Tinnita Griffith |

### Prêmios Especiais
Foram distribuídos os seguintes prêmios este ano: 
| Prêmio              | País e Candidata               |
| Miss Simpatia       | - Canadá - Gabriela Clesca     |
| Miss Fotogenia      | - Dinamarca - Angela Lakocević |
| Miss Elegância      | - Inglaterra - Zandra Flores   |
| Miss Internet 1     | - Mianmar - Han Thi Soe        |
| Melhor Traje Típico | - Indonésia - Estelita Liana   |
| Miss Melhor Sorriso | - Malásia - Audrey Yan         |
| Miss Foto-Fashion   | - Eslovênia - Tjasa Sijecić    |
| Miss Fashion        | - Estados Unidos - Allyn Rose  |
| Miss Biquini        | - Suécia - Ida Ovmar           |
| Top Model           | - China - Gu Wei               |

1. A vencedora do "Miss Internet" se classifica para o Top 20.

### Ordem dos Anúncios
| 1. Romênia 2. Gabão 3. Canadá 4. Porto Rico 5. Estados Unidos 6. Bielorrússia 7. Suíça 8. Tailândia 9. Suécia 10. Espanha 11. Índia 12. Trindade e Tobago 13. Austrália 14. Colômbia 15. República Checa 16. Chile 17. Mianmar 18. Argentina 19. Polônia 20. Filipinas | 1. Estados Unidos 2. Mianmar 3. República Checa 4. Porto Rico 5. Espanha 6. Tailândia 7. Colômbia 8. Gabão 9. Índia 10. Polônia |  |  |

## Jurados

### Final
1. Marcela Lobón, presidenta do WBA.
2. Jacek Kawalec, ator e apresentador;
3. Monika Lewczuk, Miss Supranational 2011.
4. Zygmunt Kukla, diretor e compositor musical;
5. Sergey Khomich, diretor de televisão bielorrusso;
6. Gerhard Parzutka, produtor executivo do Miss Supranacional;
7. Bogdan Węgrzynek, empresário e relações públicas;
8. Robert Czepiel, diretor geral da Jubiler Schubert;
9. Sławomir Stopczyk, produtor cinematográfico;
10. Mutya Datul, Miss Supranational 2013;

## Rainhas Continentais
As mais bem posicionadas dos continentes: 
| Título              | País e Candidata                    |
| Rainha da África    | - Guiné Equatorial - Maria Akele    |
| Rainha das Américas | - Porto Rico - Bárbara Marrero      |
| Rainha da A&O       | - Mianmar - Han Thi Soe             |
| Rainha da Europa    | - República Checa - Jana Zapelatová |

## Candidatas
Disputaram o título este ano:
| - Albânia - Abigela Tahiri - Angola - Gracieth Magalhães - Argentina - Marisol Arrillaga - Austrália - Yvonne Amores - Bélgica - Ekaterina Sarafanova - Bielorrússia - Kristina Martsinkevich - Bolívia - Fernanda Rojas - Brasil - Milla Vieira - Cabo Verde - Stephanie Cabral - Canadá - Gabriela Clesca - Chile - Charlotte Molina - China - Gu Wei - Colômbia - Marlyn Mora - Coreia do Sul - Kim Min-ji - Costa Rica - Claudia Gallo - Dinamarca - Angela Lakocevic - El Salvador - Marcela Solórzano - Equador - Martha Camposano - Escócia - Jade Leigh - Eslovênia - Tjasa Sijecic - Espanha - Celia Vallespir - Estados Unidos - Allyn Rose - Estônia - Helena Hanni - Filipinas - Yvethe Santiago | - Finlândia - Irina Nefedova - França - Manon Lemaure - Gabão - Maggaly Nguema - Gibraltar - Claire Nuñez - Grécia - Ina Tsikopoulou - Guadalupe - Charlène Guiougou - Guiné Equatorial - Maria Akele - Hungria - Ivett Szigligeti - Índia - Asha Bhat - Indonésia - Estelita Liana - Inglaterra - Zandra Flores - Irlanda - Laura Fox - Irlanda do Norte - Kay Wallis - Islândia - Pebbles Jimsdottir - Itália - Graziana Ruta - Japão - Ayaka Wakao - Líbano - Patricia Geagea - Luxemburgo - Michelle Koch - Malásia - Audrey Yan - Maurício - Kelly Céline - Marrocos - Chaima Riahi - México - Natalia Sánchez - Mianmar - Han Thi Soe - Mongólia - Enkhjin Enkhmaa | - Noruega - Daniella Andersson - Nova Zelândia - Hayley Haskell - País de Gales - Harriet Cole - Países Baixos - Cherlyn van Dalm - Panamá - Gabriela Mariche - Peru - Ana Villalobos - Polônia - Katarzyna Krzeszowska - Porto Rico - Bárbara Marrero - Portugal - Cláudia Bomfim - Quênia - Julia Njoroge - República Checa - Jana Zapelatová - República Dominicana - Britney Bueno - Romênia - Elena Zama - Ruanda - Neema Magambo - São Tomé e Príncipe - Wilma Varela - Suécia - Ida Ovmar - Suíça - Mylène Clavien - Suriname - Rannathielle Bitornia - Tailândia - Pla Disdamrong - Trindade e Tobago - Tinnita Griffith - Turquia - Halil Söyler - Ucrânia - Viktoriya Nimets - Venezuela - Patricia Carreño |

## Histórico

### Estatísticas

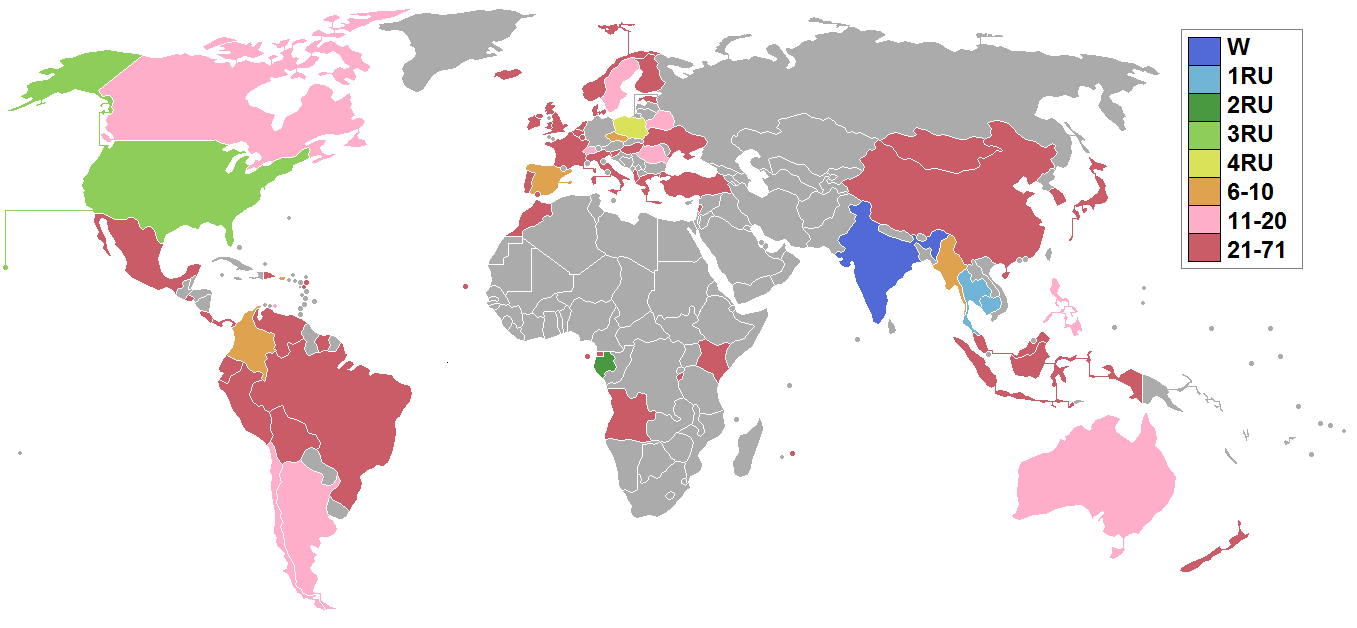
Quadro de classificações por país desta edição do concurso.

Candidatas por continente:
- Europa: 29. (Cerca de 41% do total de candidatas)

- Américas: 19. (Cerca de 27% do total de candidatas)

- Ásia: 12. (Cerca de 17% do total de candidatas)

- África: 9. (Cerca de 12% do total de candidatas)

- Oceania: 2. (Cerca de 3% do total de candidatas)

### Desistências
- Alemanha - Sabine Fischer

- Camarões - Lynda Muna

- Congo - Stephanie Kola

- Costa do Marfim - Jasmine Aminata

- Guatemala - Rebekah Romero

- Haiti - Soukena Jean-Jacques

- Jérsia - Siobhan Scott

- Nigéria - Marian Usinzibe

- Paraguai - Stephania Stegman

- Rússia - Yelizaveta Konstantinova

- Tanzânia - Zara Bedel

- Vietnã - Thi Van Quynh

### Candidatas em outros concursos
Candidatas com histórico em outros concursos:
| Miss Universo - 2014: Gabão - Maggaly Nguema - (Representando o Gabão em Doral, Estados Unidos) Miss Mundo - 2013: Polônia - Katarzyna Krzeszowska - (Representando a Polônia em Bali, Indonésia) Miss Internacional - 2013: Bélgica - Ekaterina Sarafanova - (Representando a Bélgica em Tóquio, Japão) - 2013: Portugal - Cláudia Bonfim - (Representando Portugal em Tóquio, Japão) - 2014: Gabão - Maggaly Nguema - (Representando o Gabão em Tóquio, Japão) Miss Terra - 2012: Líbano - Patricia Geagea - (Representando o Líbano em Muntinlupa, Filipinas) | Miss Grand International - 2014: Tailândia - Pia Disdamrong (Top 10) - (Representando a Tailândia em Bancoque, Tailândia) Miss Mundo Universitária - 2009: Filipinas - Yvethe Santiago (Melhor Traje Típico) - (Representando as Filipinas em Seul, Coreia do Sul) Rainha Internacional do Café - 2014: Equador - Martha Camposano - (Representando o Equador em Manizales, Colômbia) Miss Globo - 2013: Ucrânia - Viktoriya Nimets - (Representando a Ucrânia em Durres, Albânia) |